# Bảo tàng Vodka, Warszawa
Bảo tàng Vodka ở Warsaw (tiếng Ba Lan: Muzeum Wódki w Warszawie) là một bảo tàng tọa lạc tại số 11 Phố Wierzbowa, Warsaw, Ba Lan. Phương châm hoạt động của Bảo tàng là thu thập các hiện vật và kỷ vật nhằm giới thiệu lịch sử chưng cất ở Ba Lan, đồng thời giới thiệu rượu vodka trong bối cảnh lịch sử với vai trò là một yếu tố di sản văn hóa và truyền thống của Ba Lan.

## Lược sử hình thành
Bảo tàng Vodka ở Warsaw được chính thức khánh thành vào ngày 16 tháng 12 năm 2017. Bảo tàng được thành lập theo khởi xướng của Piotr Popiński. Bảo tàng Vodka ở Warsaw là một trong hai bảo tàng ở Warsaw về loại này (bảo tàng còn lại là Bảo tàng Vodka Ba Lan).

## Triển lãm
Bộ sưu tập của Bảo tàng Vodka ở Warsaw hiện đang bao gồm 10.000 vật triển lãm có liên quan đến lịch sử và truyền thống của rượu vodka. Phần lớn các vật triển lãm có nguồn gốc từ bộ sưu tập tư nhân của Piotr Popiński và Adam Łukawski. Các cuộc triển lãm ở Bảo tàng chủ yếu giới thiệu lịch sử của các gia đình sản xuất, cuộc cách mạng công nghiệp. Ngoài ra, Bảo tàng còn giới thiệu lịch sử của nghệ thuật ứng dụng và quảng cáo thông qua việc trưng bày các bộ sưu tập chai lọ, nhãn mác, áp phích và bảng hiệu quảng cáo.

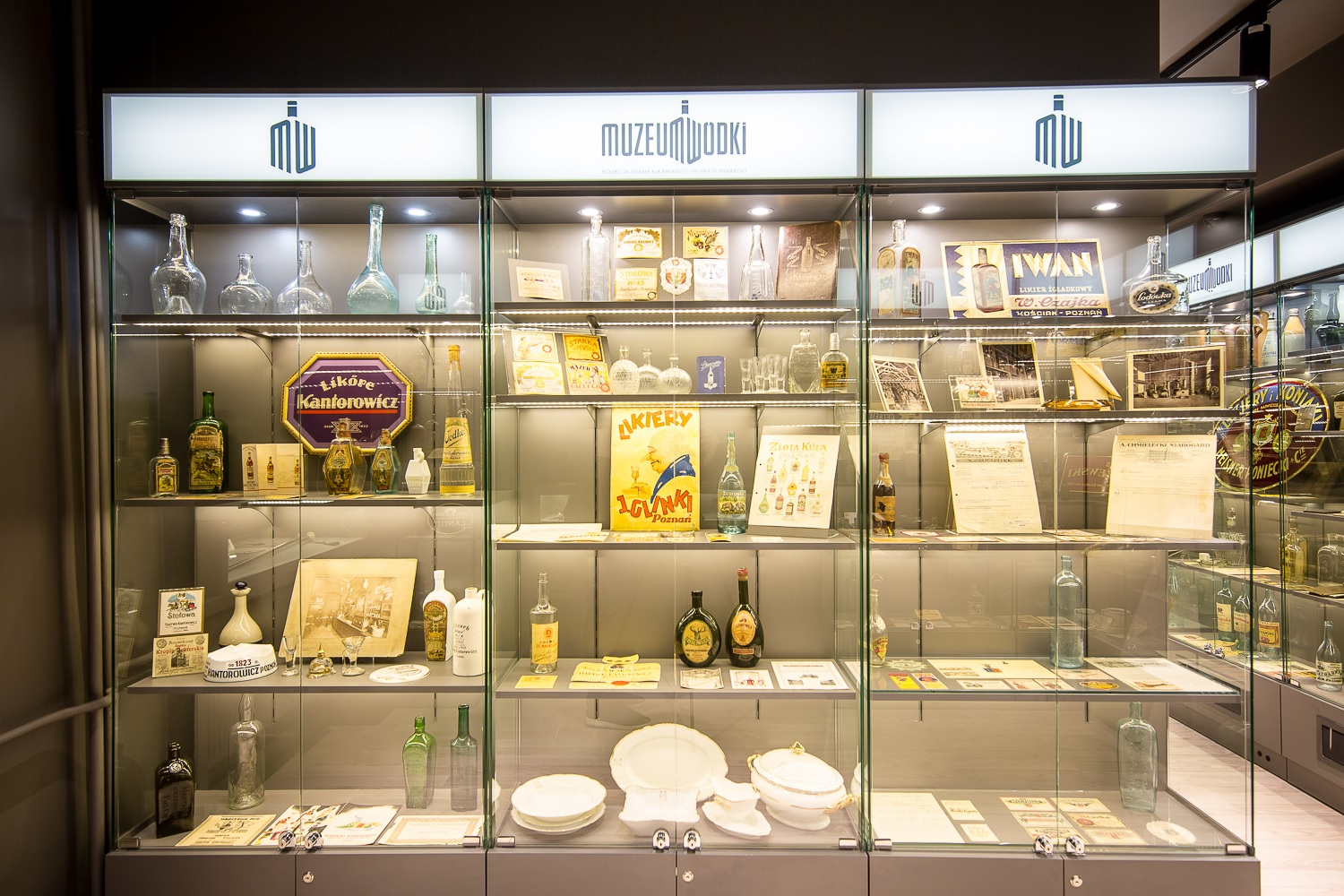
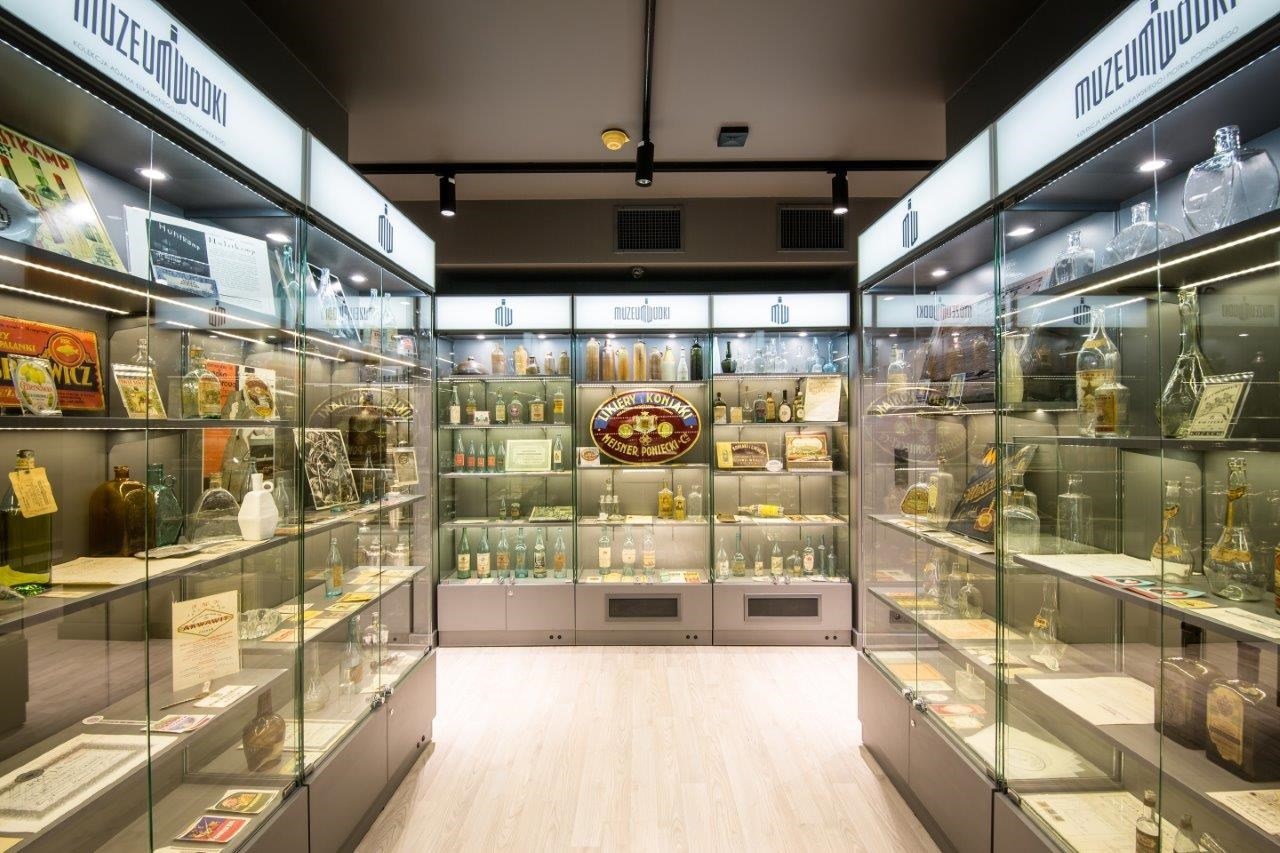
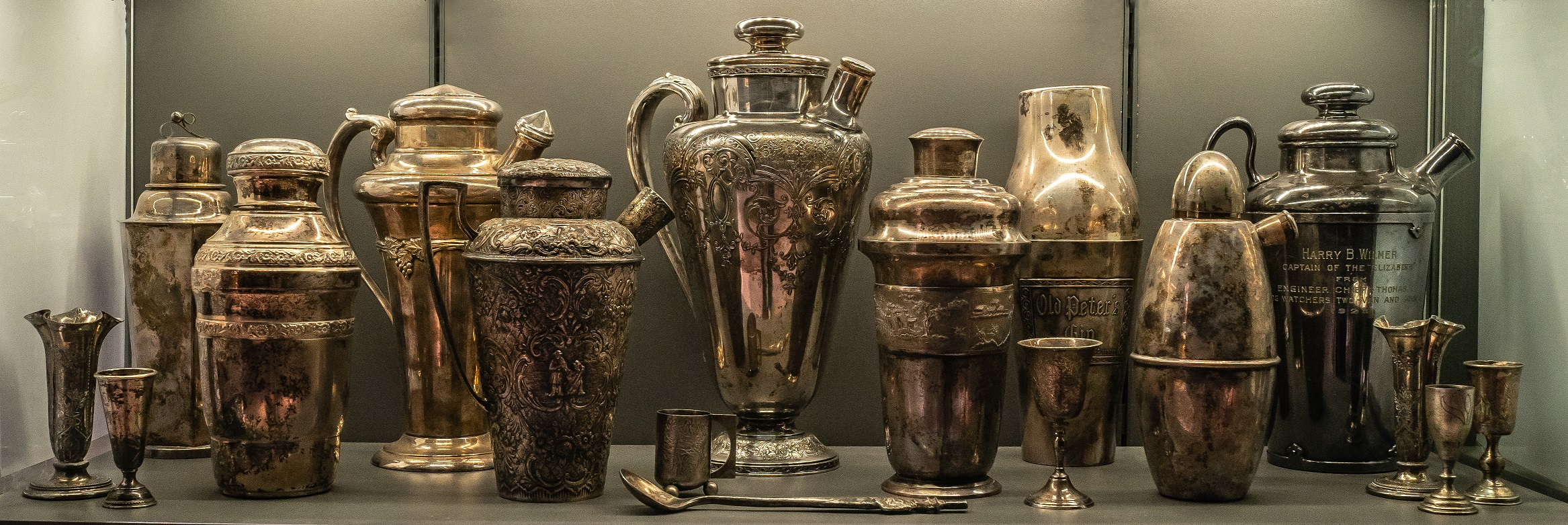
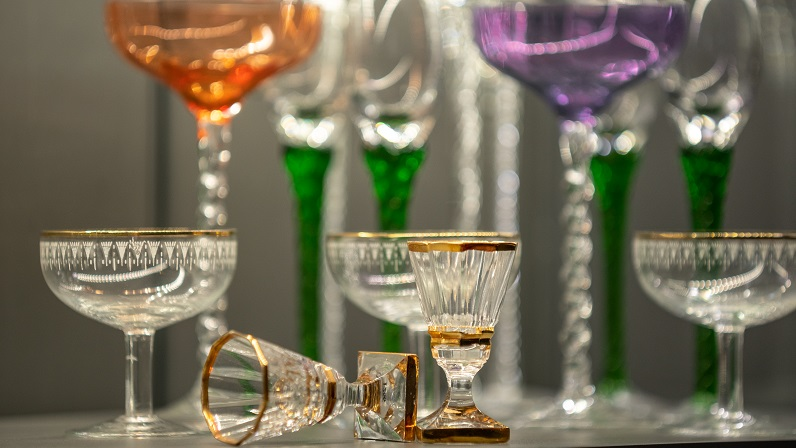